# Tom Robinson
Tom Robinson (Cambridge, 1 juni 1950) is een Britse zanger.

## Levensloop en carrière
Tom Robinson is een Brits zanger, die in 1973 zijn muzikale carrière begon bij Café Society. Enkele jaren later verliet hij deze band om solo verder te gaan. Zijn grootste hit in Nederland was begin 1984 Listen to the Radio (Atmospherics). De plaat was op vrijdag 20 januari 1984 Veronica Alarmschijf op Hilversum 3 en werd een grote hit in de destijds drie hitlijsten op de nationale publieke popzender. De plaat bereikte de 3e positie in zowel de Nederlandse Top 40 als de TROS Top 50 en de 17e positie in de Nationale Hitparade. In de Europese hitlijst op Hilversum 3, de TROS Europarade, werd de 22e positie bereikt.
Ook in België (Vlaanderen) bereikte de plaat de toptien in beide Vlaamse hitlijsten.
Robinson dankt zijn internationale bekendheid onder meer aan het nummer Glad to be gay, dat hij oorspronkelijk schreef voor de Londense Gay Pride Parade in 1976.

## Discografie
| Single met eventuele hitnotering(en) in de Nederlandse Top 40 | Datum van verschijnen | Datum van binnenkomst | Hoogste positie | Aantal weken | Opmerkingen                                                                             |
| ------------------------------------------------------------- | --------------------- | --------------------- | --------------- | ------------ | --------------------------------------------------------------------------------------- |
| 2-4-6-8 Motorway                                              | 1977                  | 03-12-1977            | 37              | 5            |                                                                                         |
| Listen to the Radio (Atmospherics)                            | 1984                  | 04-02-1984            | 3               | 7            | Veronica Alarmschijf Hilversum 3 / #17 in de Nationale Hitparade / #3 in de TROS Top 50 |
| Back in the Old Century                                       | 1984                  | 30-06-1984            | tip14           | 4            |                                                                                         |
| Hard                                                          | 1994                  | 18-06-1994            | -               | -            | #43 in de Mega Top 50                                                                   |

| Single met hitnotering(en) in de Vlaamse Ultratop 50 | Datum van verschijnen | Datum van binnenkomst | Hoogste positie | Aantal weken | Opmerkingen             |
| ---------------------------------------------------- | --------------------- | --------------------- | --------------- | ------------ | ----------------------- |
| 2-4-6-8 Motorway                                     | 1977                  | 07-01-1978            | 28              | 2            |                         |
| Listen to the Radio (Atmospherics)                   | 1984                  | 04-02-1984            | 6               | 7            | #9 in de Radio 2 Top 30 |

### NPO Radio 2 Top 2000
| Nummer met noteringen in de NPO Radio 2 Top 2000 | '99  | '00 | '01  | '02  | '03  |
| ------------------------------------------------ | ---- | --- | ---- | ---- | ---- |
| Listen to the Radio (Atmospherics)               | 1244 | -   | 1716 | 1630 | 1991 |

1. ↑  Een '-' betekent dat het nummer niet was genoteerd en een vetgedrukt getal geeft de hoogste notering aan.
2. ↑  Deze tabel is bijgewerkt tot en met de laatste editie (2024).

- Bibliothèque nationale de France: cb13899081t (data)
- Gemeinsame Normdatei: 134499573
- International Standard Name Identifier: 0000 0000 5515 1894
- Library of Congress Control Number: n92106032
- MusicBrainz: fd775f1b-90c8-4126-a870-7647442935e4
- Nederlandse Thesaurus van Auteursnamen: 073634506
- SNAC: w6mk79mq
- Virtual International Authority File: 76501326
- WorldCat: E39PBJjxpxtYw77BypPKvHxYyd